# Bleke boleet
De bleke boleet (Butyriboletus fechtneri) is een schimmel behorend tot de familie Boletaceae. Hij leeft als mycorrhizasymbiont van beuk (Fagus sylvatica) en eiken (Quercus) in schrale lanen met oude bomen op kalkhoudende rivierklei.

## Kenmerken

### Uiterlijke kenmerken
Hoed
De hoed heeft een diameter tot 25 cm. De kleur is wittig tot bleek beige-grijs, soms rozegrijs. Het hoedoppervlak is iets viltig, vaak ook met donkerder grijze plekjes aan de rand. 
Buisjes en Poriën
Buisjes aangehecht. Poriën rond, 1-2 per mm. Buisjes aanvankelijk citroengeel, daarna geel, uiteindelijk geel met een olijfachtige tint, blauw verkleurend bij blootstelling aan de lucht. Poriën gelijk van kleur, blauw verkleurend bij kneuzing.
Steel
De steel is buikig, dik, stevig, breedste deel vaak onder het midden. De kleur is bleek geel in bovenste helft, dan vaak met een roodachtig getinte zone, basis wit. Er is een fijn geel net aanwezig alleen in het bovenste deel van de steel.
Geur en smaak
Vlees wit, stevig, blauwverkleurend in de hoed, geel aan de top van de steel, en roze in de basis van de steel. Smaak onaangenaam maar niet bitter. Geur sterk, onaangenaam fruitig.
Sporenprint
De sporenprint is olijfbruin.

### Microscopische kenmerken
De sporen zijn fusiform tot fusiform-ellipsoïd, zeer zwak dextrinoïde in Melzers reagens en meten 9-15 x 3-5,5 (Q-getal 2 tot 3,4) (boletales.com) of 11–14(-17) x (4.5-)5–6(-6.5) . De basidia zijn knotsvormig, meestal 4-sporisch en meten 26–52(56) × 10–14 μm. De Pleurocystiden staan verspreid, dunwandig, glad, (sub)fusiform en meten 36–51 × 6–12. De cheilocystiden zijn vaak opvallender en knotsvormig en meten 71 × 6–15 µm. De pileipellis is een trichoderm van fijn geïncruste tot gladde hyfen. Gespen zijn afwezig.  In een studie van Josef Šutara (2014) beschrijft hij dat in jonge vruchtlichamen de cheilocystiden zich zó sterk ontwikkelen dat zij de poriën volledig bedekken — een structureel kenmerk dat zich laat herkennen onder microscoop of zelfs met een loep als een subtomenteuze of berijpte laag. Hyfen van het vlees in de steelbasis inamyloïde met Melzers reagens.

## Vergelijkbare soorten
De bleke boleet wordt wel verwisseld met de wortelende boleet (Caloboletus radicans), die er erg op lijkt maar meestal erg bitter smaakt en vlees heeft dat in alle delen blauw verkleurt.

## Verspreiding
In Nederland komt de bleke boleet zeer zeldzaam voor. Hij staat op de rode lijst in de categorie 'bedreigd'.